# Bisztynek
Bisztynek (alemany: Bischofstein) és una ciutat de Polònia d'orígens medievals que es troba al voivodat de Vàrmia i Masúria, al powiat de Bartoszycki. El 2017 tenia 2.417 habitants.